# 美國駐越南大使館
美國駐越南大使館，亦称美国驻河内大使馆（英語：Embassy of the United States, Hanoi），是美国在越南的最高外交代表机构，旨在促进美越两国政府和人民的关系。